# Filip Lato
Filip Lato (ur. 31 października 1991 w Warszawie) – polski piosenkarz, muzyk i prawnik.

## Kariera
Gra na gitarze i fortepianie. Jesienią 2016 uczestniczył w siódmej edycji programu TVP2 The Voice of Poland, w której dotarł do odcinków na żywo. 21 czerwca 2017 nagrał z zespołem Sound’n’Grace singiel „100”, który osiągnął sukces komercyjny, m.in. dotarł do trzeciego miejsca w zestawieniu AirPlay – Top najczęściej odtwarzanych utworów w polskich rozgłośniach radiowych. 9 października tego samego roku wydał swój pierwszy solowy utwór „Czy chcesz, czy nie”, który został wykorzystany w ścieżce dźwiękowej seriali W rytmie serca (Polsat) i Barwy szczęścia (TVP2).
W 2018 zwyciężył w finale dziewiątej edycji programu rozrywkowego Twoja twarz brzmi znajomo w telewizji Polsat oraz został solistą w teleturnieju muzycznym Jaka to melodia? w TVP1. 5 października tego samego roku wydał album pt. Halo Ziemia, który promował singlami: „Halo Ziemia” (dotarł do 13. miejsca w zestawieniu AirPlay – Top), „Krawiec” i „Zanim nas policzysz” nagranym z Julą. Wiosną 2019 był jednym ze stu jurorów w programie rozrywkowym Śpiewajmy razem. All Together Now w Polsacie, w 2020 wystąpił w świątecznym odcinku programu Twoja twarz brzmi znajomo, a wiosną 2024 zwyciężył w finale programu Twoja twarz brzmi znajomo. Najlepsi. Jesienią 2024 uczestniczył w 15. edycji programu Dancing with the Stars. Taniec z gwiazdami w Polsacie. 25 października 2024 wydał singiel „Przy tobie”.
Z wykształcenia jest prawnikiem, specjalizującym się w prawie handlowym.

## Dyskografia

### Albumy studyjne
| Ro   | Dane dot. albumu                                                                                        | Najwyższe pozycje na listach |
| Ro   | Dane dot. albumu                                                                                        | OLiS                         |
| ---- | --- | ---------------------------- |
| 2018 | Halo Ziemia - Data: 5 października 2018 - Wydawca: Gorgo Music, My Music - Format: CD, digital download | 34                           |

### Single
Jako główny artysta
| Rok                                                      | Tytuł                                   | Najwyższe pozycje na listach | Najwyższe pozycje na listach | Najwyższe pozycje na listach | Najwyższe pozycje na listach | Najwyższe pozycje na listach | Certyfikat             | Sprzedaż       | Album       |
| Rok                                                      | Tytuł                                   | POL                          | POL                          | RMF                          | SLiP                         | Zet                          | Certyfikat             | Sprzedaż       | Album       |
| Rok                                                      | Tytuł                                   | AirPlay                      | AirPlay Nowości              | RMF                          | SLiP                         | Zet                          | Certyfikat             | Sprzedaż       | Album       |
| -------------------------------------------------------- | --------------------------------------- | ---------------------------- | ---------------------------- | ---------------------------- | ---------------------------- | ---------------------------- | ---------------------- | -------------- | ----------- |
| 2018                                                     | „Halo Ziemia”                           | 13                           | –                            | 2                            | 17                           | 1                            | brak                   | brak danych    | Halo Ziemia |
| 2018                                                     | „Krawiec”                               | 13                           | 4                            | 4                            | 31                           | 2                            | brak                   | brak danych    | Halo Ziemia |
| 2019                                                     | „Zanim nas policzysz” (gościnnie: Jula) | 46                           | 2                            | 1                            | 3                            | 1                            | - POL: platynowa płyta | - POL: 20 000+ | Halo Ziemia |
| 2024                                                     | „Przy tobie”                            |                              |                              |                              |                              |                              |                        |                | -           |
| „–” oznacza, że singel nie był notowany na danej liście. |                                         |                              |                              |                              |                              |                              |                        |                |             |

Jako artysta gościnny
| Rok                                                      | Tytuł                                                  | Najwyższe pozycje na listach | Najwyższe pozycje na listach | Najwyższe pozycje na listach | Najwyższe pozycje na listach | Album       |
| Rok                                                      | Tytuł                                                  | POL                          | POL                          | RMF                          | Zet                          | Album       |
| Rok                                                      | Tytuł                                                  | AirPlay                      | AirPlay Nowości              | RMF                          | Zet                          | Album       |
| -------------------------------------------------------- | ------------------------------------------------------ | ---------------------------- | ---------------------------- | ---------------------------- | ---------------------------- | ----------- |
| 2017                                                     | „100” (Sound’n’Grace, gościnnie: Filip Lato)           | 3                            | 2                            | 1                            | 1                            | Życzenia    |
| 2017                                                     | „100” (Sound’n’Grace, gościnnie: Filip Lato)           | 3                            | 2                            | 1                            | 1                            | Halo Ziemia |
| 2018                                                     | „Kiedy pytasz” (DJ Remo, gościnnie: Filip Lato i Eldo) | –                            | –                            | –                            | –                            |             |
| 2018                                                     | „Kiedy pytasz” (DJ Remo, gościnnie: Filip Lato i Eldo) | –                            | –                            | –                            | –                            | Sekret      |
| „–” oznacza, że singel nie był notowany na danej liście. |                                                        |                              |                              |                              |                              |             |